# Dendrobium inconspicuum
Dendrobium inconspicuum är en orkidéart som beskrevs av Johannes Jacobus Smith. Dendrobium inconspicuum ingår i släktet Dendrobium, och familjen orkidéer. Inga underarter finns listade i Catalogue of Life.